# St. Cosmas und Damian (Burgheim)

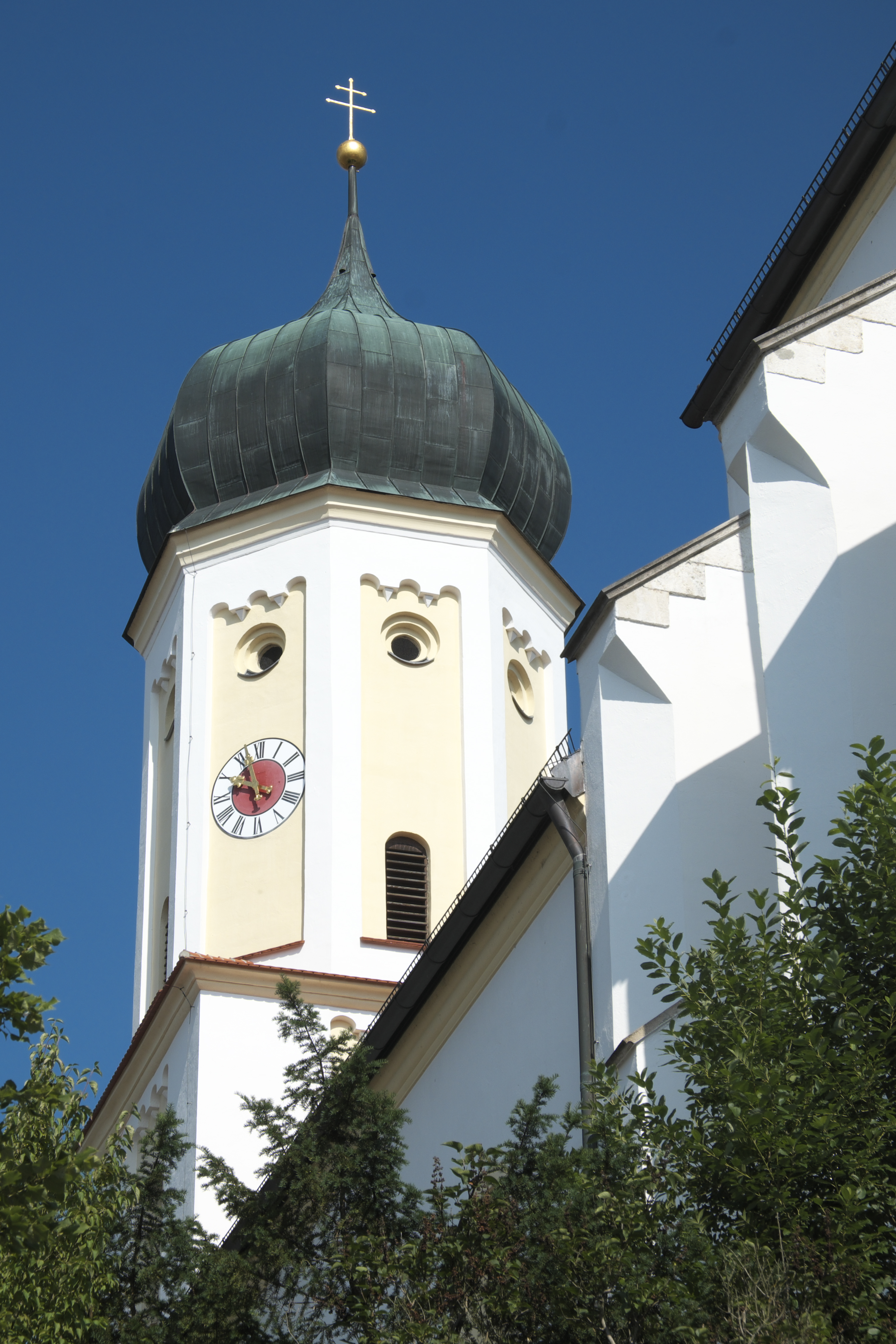
St. Cosmas und Damian in Burgheim

Die römisch-katholische Pfarrkirche St. Cosmas und Damian steht in Burgheim, einem Markt im oberbayerischen Landkreis Neuburg-Schrobenhausen. Das Bauwerk ist in der Liste der Baudenkmäler in Burgheim unter der Nr. D-1-85-125-1 eingetragen. Die Pfarrei gehört zum Dekanat Neuburg-Schrobenhausen des Bistums Augsburg.

## Beschreibung
Die Saalkirche besteht aus dem am Anfang des 18. Jahrhunderts barock wiederaufgebauten Langhaus, dem 1483–1502 errichteten eingezogenen, von Strebepfeilern gestützten Chor mit dreiseitigem Abschluss im Osten, der Sakristei an der Nordwand des Chors und dem Kirchturm auf quadratischem Grundriss im Westen. Der Turm erhielt 1611/12 nach dem Teileinsturz des Vorgängers das achteckige, mit einer Zwiebelhaube bedeckte Obergeschoss für die Turmuhr und den Glockenstuhl mit fünf Kirchenglocken.
Der Innenraum des Langhauses mit vier Jochen ist mit einem Stichkappengewölbe überspannt, der des Chors mit einem Netzgewölbe. Der 1720/21 angebrachte Stuck ist mit Akanthus verziert. Auf den Fresken im Langhaus ist die Krönung Mariens dargestellt.